# اوراس کورپوریشن
اوراس کورپوریشن (انگلیسی: Oras Corporation) شرکت تولید صنعتی فنلاندی است، که در سال ۱۹۴۵ تأسیس شد.